# Century (seria książek)
Century − seria czterech książek z gatunku fantastyki młodzieżowej autorstwa Pierdomenico Baccalario opowiadającej o przygodach czwórki 14-latków naznaczonych do odnowienia Paktu między człowiekiem a naturą, obdarzonych szczególną mocą („wrażliwością”) któregoś z żywiołów: ognia, ziemi, powietrza i wody. Pakt ten polega na odnalezieniu w różnych miejscach czterech magicznych przedmiotów i odnawiany jest co jeden wiek − stąd nazwa książki.

## Książki
- Century: Ognisty pierścień, wydana 29 lutego 2008 r.
- Century: Kamienna Gwiazda, wydana 13 czerwca 2008 r.
- Century: Miasto Wiatru, wydana 19 września 2008 r.
- Century: Pierwotne Źródło, wydana 14 stycznia 2009 r.

## Bohaterowie

### Główni bohaterowie
- Elektra Melodia − pierwsza z wybrańców, posiada wrażliwość ognia. Córka rzymskiego hotelarza, który po śmierci żony stał się człowiekiem wyjątkowo rozkojarzonym. Jej moc objawia się dziwnymi zjawiskami wokół niej; samą swoją obecnością potrafiła np. uszkadzać urządzenia elektroniczne, albo „matowieć” lustra. Głównie dzięki niej odnaleziono pierwszy przedmiot: Ognisty pierścień − magiczne lustro, w którym tylko ona widziała swoje „naturalne” odbicie. Od drugiej części zakochana w Harvey'u.

- Harvey Miller − kolejny wybraniec, mieszkaniec Nowego Jorku, syn profesora i wykładowcy, obdarzony wrażliwością ziemi. Objawia się ona np. faktem, że rośliny z ogrodu pod jego domem kwitną najlepiej w całym mieście oraz potrafi usłyszeć głosy Ziemi − np. gdy przechodzi obok strefy zero słyszy płacz, potrafi również usłyszeć głos swojego zmarłego brata Dwaine'a. Odnalazł Kamienną Gwiazdę − meteoryt, za pomocą którego − jak wynikało z późniejszych badań − pierwsi ludzie przybyli na Ziemię. Ćwiczy boks. Zakochany w Elektrze.

- Mistral Blanchard − mieszkanka Paryża, kształcąca się w szkole muzycznej,córka kreatorki perfum, posiada wrażliwość powietrza − dzięki temu potrafi porozumiewać się ze zwierzętami za pomocą śpiewu. Odnalazła Żagiel Izydy.

- Sheng Young Wan Ho − mieszka w Szanghaju, jest synem właściciela biura podróży, specjalizującego się w wymianach zagranicznych, posiada wrażliwość wody. Objawia się ona wyjątkowo rzadko − wtedy to oczy Shenga stają się żółte i potrafi dzięki temu widzieć sny innych ludzi i szczegóły dla innych niewidoczne. Jego zasługą jest odnalezienie Perły Morskiego Smoka oraz ostateczne rozwiązanie tajemnicy i tym samym odnowienie Paktu.

- Ermete de Panfilis − mieszkający w Rzymie inżynier. Interesuje go technika, archeologia, gry planszowe i komiksy. Pomaga czwórce wybrańców w wypełnianiu powierzonego im zadania. Jako chłopiec był ministrantem w wielu rzymskich kościołach − to pomogło mu uzyskać wstęp do jednego z nich, w którym w podziemiu ukryty był Ognisty pierścień. Jak stereotypowy Włoch jest maminsynkiem. Potrafi doskonale się przebierać.

### Wrogowie
- Heremit Devil (Diabeł pustelnik) − mieszkający samotnie w prywatnym wieżowcu w Szanghaju milioner. Zlecił śledzenie przyjaciół oraz zdobycie bączków, chaldejskiej mapy i artefaktów (ognistego pierścienia, kamiennej gwiazdy i żagla izydy i perły morskiego smoka). Był w posiadaniu bączka z czaszką. Naprawdę nazywa się John Smith.
- Egon Nose − mieszkający w Nowym Jorku, właściciel nocnych klubów. Przyjmował zlecenia od Heremita Devila. Wysługuje się (prawdopodobnie tylko) pięcioma wyszkolonymi w sztukach walki dziewczynami. Został aresztowany i poszedł do więzienia, ale wyszedł za kaucją. Jego twarz zmasakrowały kruki Indianina Quillerana.
- Jacob Mahler − działał na zlecenie Heremita Devila. Zabójca Alfreda Van Der Bergera. Wszyscy myśleli że zginął, ale on pozostawał w ukryciu. Przyłączył się do czwórki wybrańców w trzecim tomie.
- Madmosielle Cybel − posiada restaurację oraz swój Maison Secret. Interesuje się jadowitymi zwierzętami oraz owadożernymi roślinami. Porwała Harveya i położyła mu na ręku jadowitego pająka, który go ukąsił. Z pomocą swego węża Marcela zabiła też Zoe.

### Wybrańcy paktu z zeszłego stulecia
- Alfred Van Der Berger − posiadał wrażliwość ziemi.Przekazał nowej czwórce bączki i mapę. Prawdopodobnie najbardziej z poprzedniej czwórki zgłębił tajemnice paktu. Zginął z ręki Jacoba Mahlera.
- Irene Melodia − ciocia Elektry. Jeździ na wózku inwalidzkim. Posiadała wrażliwość wody.
- Vladimir Askenazy − znany pianista. Jest antykwariuszem w Nowym Jorku. Mieszkał w Paryżu. Jego wrażliwością był wiatr.
- Zoe − Posiadała wrażliwość ognia, przeszła na stronę Heremita. Po raz pierwszy zdradziła w 1907. Zginęła z ręki Madmosielle Cybel.